# مشروع الجين المظلم

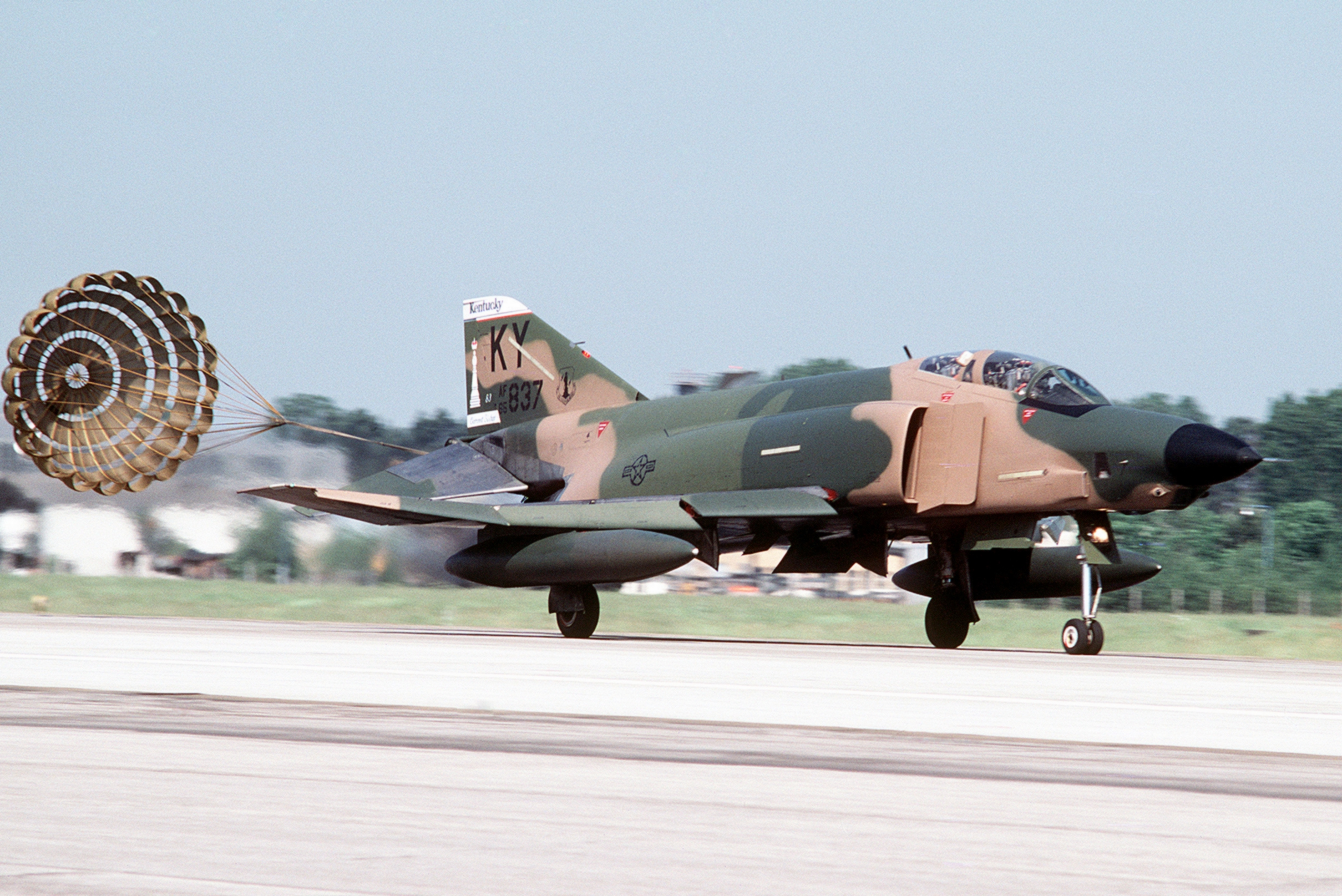

مشروع الجين المظلم، برنامج استطلاع وتجسس جوي أدارته وكالة الاستخبارات المركزية الأمريكية والقوات الجوية الإمبراطورية الإيرانية من قواعد داخل إيران ضد الاتحاد السوفيتي. شُغل البرنامج بالتعاون مع مشروع آيبكس والذي كان أحد برامج التجسس الأمريكية التقليدية. كان مشروع الجين المظلم أول عملية تجسس أمريكية تُجرى خلال ستينيات القرن الماضي بدعم من شاه إيران السابق. تمركزت الطائرات المخصصة للعملية والعناصر الأمريكيون المشاركون فيها في عدد من القواعد ضمن إيران. قامت هذه الطائرات بطلعات منتظمة مخترقةً الحدود الإيرانية إلى الاتحاد السوفيتي عبر ثغرات محتملة في تغطية الرادارات السوفيتية. كان هدف البرنامج هو اختبار فعالية الدفاع الجوي السوفيتي وقدرته على الاعتراض.

## تفاصيل العملية
كانت المواجهة المباشرة بين الولايات المتحدة الأمريكية والاتحاد السوفيتي تختمر في أماكن عديدة من العالم مثل منطقة الهند الصينية، ومع ذلك، اقتصرت المواجهة غالبًا على الحروب بالوكالة والتي كانت تنطوي في كثير من الأحيان على استخدام المستشارين والمدربين العسكريين وغيرهم من الموظفين المختصين في هذا المجال، فمثلًا قامت الولايات المتحدة الأمريكية بعد الحرب الكورية بسلسلة من الرحلات الجوية الاستطلاعية المباشرة فوق الاتحاد السوفيتي، بعضها كان سريًا وناجحًا للغاية وبعضها فشل فشلًا ذريعًا وأشعل توترًا دبلوماسيًا كبيرًا، مثل حادث طائرة التجسس يو-2 عام 1960. ومن أجل الاستمرار في جمع المعلومات الاستخباراتية، احتاجت الولايات المتحدة الأمريكية إلى تطوير أساليب حديثة لأن الدفاع الجوي السوفيتي أصبح أكثر تقدمًا. وفي سبيل تحقيق هذا الهدف، طُورت طائرات التجسس من طراز بلاك بيرد وأقمار التجسس الصناعية الحديثة.
عرض شاه إيران -حليف أمريكا الذي وصل إلى السلطة بمساعدة من وكالة الاستخبارات المركزية الأمريكية- تمويل عمليات الاستخبارات العسكرية الأمريكية ضد الاتحاد السوفيتي كجزء من مجهود الحرب الباردة، لأنّ الشاه كان قلقًا من الاتحاد السوفيتي وعلاقاته مع العراق. دفعت وكالة الاستخبارات المركزية الأمريكية وشركة روكويل إنترناشونال ورجل الأعمال الإيراني ألبيرت حكيم (الذي شارك لاحقًا في قضية إيران كونترا) رشاوى لكبار أعضاء حكومة الشاه ووزارة الدفاع من أجل الحصول على التمويل. وقد أظهرت سجلات السفارة الأمريكية أثناء تلك الفترة الأهمية التي كانت توليها الولايات المتحدة لإيران والشاه، فمثلًا في تعليقها على طلب الشاه تسريع إحدى صفقات الأسلحة؛ نصحت السفارة الأمريكية في طهران: «يجب ألا يُغفل قرارنا أو يقلل من أهمية إيران بالنسبة للمصالح القومية الأمريكية الحيوية»، حتى إن السفارة اقترحت تأجيل تسليم الطائرات والأسلحة إلى الحلفاء الأوروبيين، وللقوات الجوية الأمريكية وتحويلها إلى إيران بسبب الأهمية الاستراتيجية لهذه الصفقة من أجل دعم العلاقة مع إيران.
كانت دولة إيران ملائمة لعمليتي الجين المظلم وآيبكس بسبب موقعهما الاستراتيجي بين الاتحاد السوفيتي والخليج الفارسي. وإن تضاريس تلك المنطقة والوديان العميقة التي احتوتها شكلت ميزة فريدة لأنها خلقت ثغرات في تغطية الرادارات السوفيتية هناك. في البداية اقتصرت العمليات على طيارين أمريكيين يحلقون بالطائرات الإيرانية، ولكن مع مرور الوقت ازدادت مشاركة العناصر الإيرانية.
حضّرت وكالة الاستخبارات المركزية الأمريكية في مرحلة ما أثناء العمليات مجموعة من الأعذار التي ستسخدم لتبرير تحليق طيارين أمريكيين في طائرات مقاتلة فوق الاتحاد السوفيتي في حال كُشفت العمليات، كان العذر الرئيسي هو أن طيارين أمريكيين يدربون طيارين إيرانيين على طائراتهم الجديدة، وقد دخلوا الحدود السوفيتية عن طريق الخطأ. زودت الولايات المتحدة الأمريكية القوات الجوية الإيرانية بطائرات متطورة لم تُقدم لأي دولة أخرى في ذلك الوقت مثل طائرات إف-14، انتهت هذه العمليات بالثورة الإيرانية التي أسقطت حكم الشاه، ويفترض أن الجيش الإيراني الجديد حصل على الطائرات والمعدات التي كانت تستخدم في العمليات.

### مشروع آيبكس
ارتبط مشروع  آيبكس ارتباطًا وثيقًا بمشروع  الجين المظلم، إذ استخدمت نفس المطارات، بل كانت العمليات تجري في نفس التوقيت أحيانًا، يمكن اعتبار المشروعين مشروعًا واحدًا من حيث الجوهر ولكن الأهداف كانت مختلفة أحيانًا ومتداخلة في أوقات أخرى، من الفوائد التي تحققت بفضل التشغيل المشترك للمشروعين معًا القدرة على تحليل قدرات الدفاع الجوي السوفيتي من قبل القائمين على كلا المشروعين في نفس الوقت.
أنشئت محطات للتنصت في شمال إيران من قبل وكالة الاستخبارات المركزية بتمويل من الشاه، وحافظت عليها إيران بعد الثورة الإيرانية في حالة ممتازة رغم قلة المعرفة بالمعدات الموجودة فيها وعدم القدرة على تشغيلها، وقد تكون استخدمتها لاحقًا بشكل جزئي أثناء الحرب مع العراق.

## الاشتباكات
يُعتقد أن أربع طائرات تابعة للمشروع قد فُقدت في ظروف مختلفة، منها طائرتا إف-5 يقودهما طاقم أمريكي، وطائرة إف-5 يقودها طاقم إيراني، وطائرة استطلاع إيرانية.

### حادث تفصيلي
حدث اشتباك في 28 نوفمبر 1973 بين طائرة من طراز إف-5 يقودها الرائد الإيراني شوكوهنيا من القوات الجوية الإيرانية، والعقيد جون سوندرز من القوات الجوية الأمريكية تابعة لمشروع الجين المظلم، مع طائرة ميغ-21 سوفيتية يقودها الرائد جينادي إليسيف. أطلق الطيار السوفيتي صاروخين على الطائرة الإيرانية وفشل في تدميرها، لكن الأوامر أتته بتدمير الطائرة المعادية مهما كلف الأمر، فاصطدم إليسيف بها وقُتل أثناء ذلك، في حين هبط طاقم الطائرة الإيرانية بالمظلات وقبض عليهم من قبل القوات السوفيتية. أُطلق سراحهم بعد 16 يومًا من الحادثة. مُنح الرائد إليسيف وسام بطل الاتحاد السوفيتي بعد وفاته تقديرًا له على التضحية التي قدمها.

### حوادث أخرى
دخلت أربع طائرات شينوك مروحية إيرانية المجال الجوي السوفيتي عن طريق الخطأ في عام 1978 أثناء تدريبات روتينية. أسقطت طائرة ميغ-23 سوفيتية إحدى هذه الطائرات، وأُصيبت طائرة أخرى بأضرار فادحة، وربما يكون هذا التصدي السوفيتي بسبب مشروع الجين المظلم الذي دفع الاتحاد السوفيتي لتعزيز دفاعاته الجوية على الحدود الإيرانية بسبب الاختراقات السابقة.